# Lelek rdzawoszyi
Lelek rdzawoszyi (Caprimulgus ruficollis) – gatunek ptaka z rodziny lelkowatych (Caprimulgidae).

## Systematyka
Wyróżniono dwa podgatunki C. ruficollis:
- C. ruficollis ruficollis Temminck, 1820 – Półwysep Iberyjski, północne Maroko;
- C. ruficollis desertorum Erlanger, 1900 – północno-wschodnie Maroko, północna Algieria i północna Tunezja.

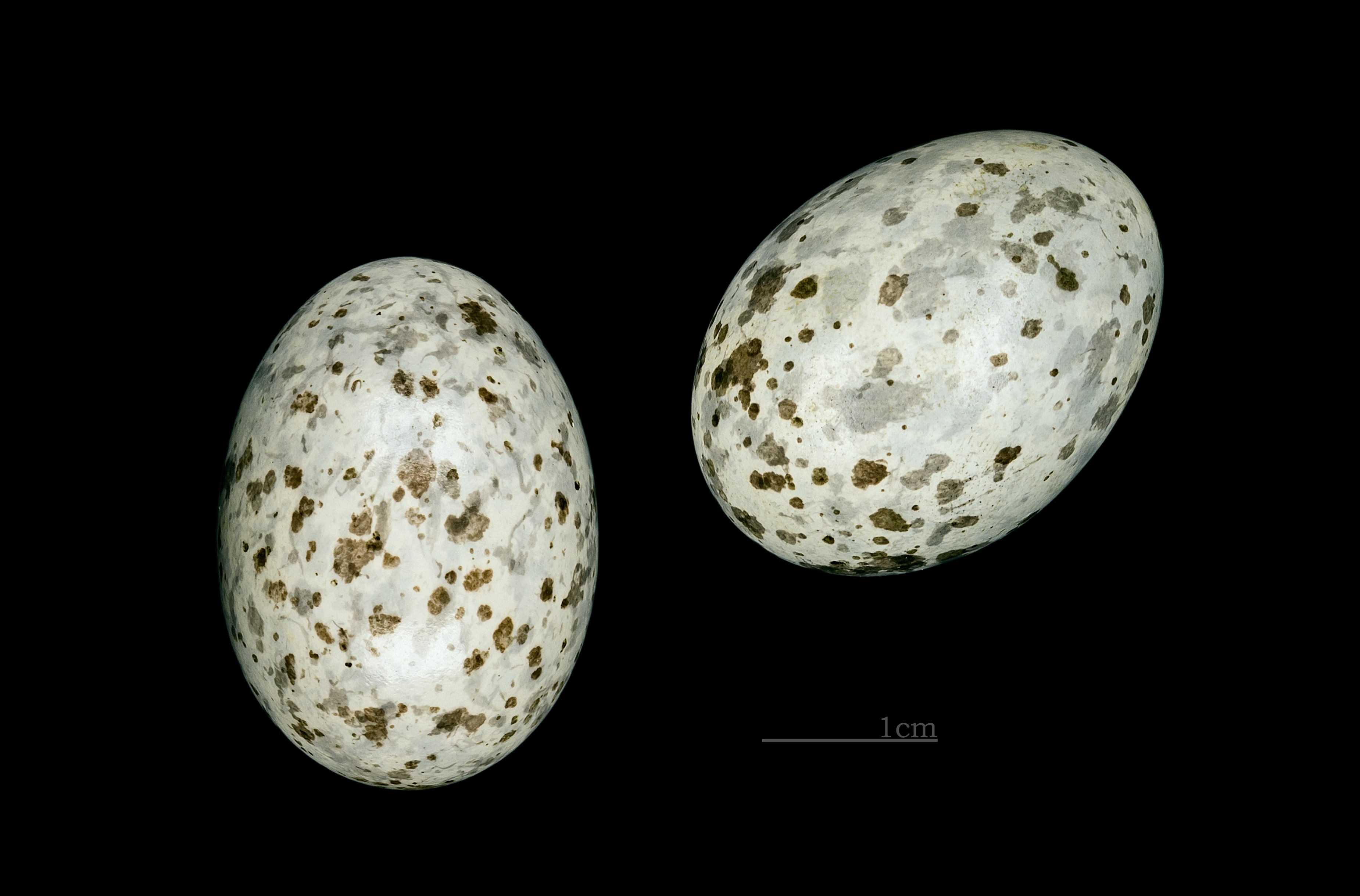
Jaja z kolekcji muzealnej

## Morfologia
Lelek rdzawoszyi ma maskujące ubarwienie z rdzawą szyją i białą plamką na gardle. Osiąga długość 30–32 cm.

## Status
Międzynarodowa Unia Ochrony Przyrody (IUCN) od 2022 roku klasyfikuje lelka rdzawoszyjego jako gatunek bliski zagrożenia (NT – Near Threatened); wcześniej uznawany był za gatunek najmniejszej troski (LC – Least Concern). Liczebność światowej populacji, w oparciu o dane organizacji BirdLife International dla Europy z 2021 roku, szacuje się na 575–770 tysięcy dorosłych osobników. Trend liczebności populacji uznaje się za spadkowy.